# Front Europeu de la Desobediència Realista
El Front Europeu de la Desobediència Realista (en grec: Μέτωπο Ευρωπαϊκής Ρεαλιστικής Ανυπακοής), o MeRA25 (grec: ΜέΡΑ25:) és un partit polític d'esquerres grec fundat el 2018 per l'ex-ministre de finances i exmembre de SYRIZA Ianis Varufakis. MeRa25 és part del Moviment Democràcia a Europa 2025 (DiEM25), la Primavera europea i la Internacional Progressista.

## Fundació
El MeRA25 va ser fundat el 27 de març de 2018 per l'ex-ministre de finances grec Ianis Varufakis. El partit va ser presentatat durant un acte a Atenes. Anteriorment, el desembre de 2018 la parlamentària de Syriza Sofia Sakorafa, es va unir al partit.
El partit es va presentar a les Eleccions al Parlament Europeu de 2019 com a membre del DiEM25 i aconseguí un escó. Més endavant, va obtenir 9 escons i el 3.44% dels vots en les eleccions legislatives de 2019. Malgrat obtenir aquests bons resultats, a les següents eleccions gregues van perdre tota la representació parlamentària, allunyant-se encara més a les eleccions anticipades de juny. En una posterior declaració de Varufakis, assenyalaven "no entrar al Parlament grec és el menor problema. El que és més significatiu és la decepció de l'Esquerra per no haver aconseguit convertir el desastre de l'austeritat en un front progressista i evitar la canalització de la ira cap a l'extrema dreta."

## Nom
Llegides totes juntes, les lletres de ΜέΡΑ25, μέρα (mera), sonen com el mot grec per a "dia", emmirallant-se en el llatí diem i mostrant la connexió amb el DiEM25.

## Ideologia
El partit es presenta com una aliança de les esquerres, verds i liberals grecs, volent fomentar l'europeisme, la racionalitat econòmica i l'emancipació social. Proposa introduir un 'Nou Tractat Verd europeu', com a solució a la que consideren la versió postmoderna de la Gran Depressió. El seu nucli de 7 propostes legislatives són:
- Reestructurar el Deute públic
- Reduir superàvits primaris
- Crear una empresa de reestructuració del deute públic
- Reduir de forma generalitzada els impostos
- Crear una plataforma pública de pagament digital
- Convertir el HRADF (Fons de Desenvolupament d'Actius de la República Grega) en un banc de desenvolupament
- Respectar la feina assalariada i emprenedoria creativa[10]

## Resultats electorals

### Parlament hel·lènic
| Any       | Líder           | Parlament hel·lènic | Parlament hel·lènic | Parlament hel·lènic | Parlament hel·lènic | Pos. | Govern            |
| Any       | Líder           | Vots                | %                   | Escons              | +/−                 | Pos. | Govern            |
| --------- | --------------- | ------------------- | ------------------- | ------------------- | ------------------- | ---- | ----------------- |
| 2019      | Ianis Varufakis | 194,232             | 3,44%               | 9 / 300             | Nou                 | #6   | Oposició          |
| 2023 (I)  | Ianis Varufakis | 155,085             | 2.63%               | 0 / 300             | 9                   | #8   | Extraparlamentari |
| 2023 (II) | Ianis Varufakis | 130,276             | 2.50                | 0 / 300             | =                   | #9   | Extraparlamentari |

### Parlament europeu
| Parlament europeu | Parlament europeu | Parlament europeu | Parlament europeu | Parlament europeu | Parlament europeu | Parlament europeu |
| Any               | Líder             | Vots              | %                 | Escons            | +/−               | Pos.              |
| ----------------- | ----------------- | ----------------- | ----------------- | ----------------- | ----------------- | ----------------- |
| 2019              | Ianis Varufakis   | 162,328           | 2.99%             | 0 / 21            | Nou               | 7è                |
| 2024              | Ianis Varufakis   | 101,127           | 2.54%             | 0 / 21            | =                 | 9è                |